# Acrophtalmia banggaaiensis
Acrophtalmia banggaaiensis är en fjärilsart som beskrevs av Engbert Jan Nieuwenhuis 1946. Acrophtalmia banggaaiensis ingår i släktet Acrophtalmia och familjen praktfjärilar. Inga underarter finns listade i Catalogue of Life.